# Pardosa rugegensis
Pardosa rugegensis är en spindelart som först beskrevs av Embrik Strand 1913.  Pardosa rugegensis ingår i släktet Pardosa och familjen vargspindlar. Inga underarter finns listade i Catalogue of Life.